# Torneo Nacional de Boxeo Playa Girón 1973
Das Torneo Nacional de Boxeo Playa Girón 1973 wurde vom 15. bis zum 25. Februar 1973 in Havanna ausgetragen und war die zwölfte Austragung der nationalen kubanischen Meisterschaften im Amateurboxen.

## Medaillengewinner
Die Meistertitel wurden in elf Gewichtsklassen vergeben.
| Gewichtsklasse                  | Gold                   | Silber            | Bronze               |
| ------------------------------- | ---------------------- | ----------------- | -------------------- |
| Halbfliegengewicht (bis 48 kg)  | Jorge Hernández        | Rafael Carbonell  | Bartolo Delgado      |
| Halbfliegengewicht (bis 48 kg)  | Jorge Hernández        | Rafael Carbonell  | Wilfredo Céspedes    |
| Fliegengewicht (bis 51 kg)      | Renso González         | Marcelino Guzmán  | Pablo Sarmiento      |
| Fliegengewicht (bis 51 kg)      | Renso González         | Marcelino Guzmán  | Julio Rivera         |
| Bantamgewicht (bis 54 kg)       | Orlando Martínez       | Jorge Luis Romero | Ramón Pérez          |
| Bantamgewicht (bis 54 kg)       | Orlando Martínez       | Jorge Luis Romero | Ramiro Ramos         |
| Federgewicht (bis 57 kg)        | Marcial Torrizo        | Blas Sánchez      | Luis Echaide         |
| Federgewicht (bis 57 kg)        | Marcial Torrizo        | Blas Sánchez      | Rosendo Lazo         |
| Leichtgewicht (bis 60 kg)       | Raúl Castillo          | Roberto Isasi     | Julio Fernández      |
| Leichtgewicht (bis 60 kg)       | Raúl Castillo          | Roberto Isasi     | Jorge L. Miranda     |
| Halbweltergewicht (bis 63,5 kg) | Orlando Palacios       | Víctor Corona     | Andrés Aldama        |
| Halbweltergewicht (bis 63,5 kg) | Orlando Palacios       | Víctor Corona     | Luis Felipe Martínez |
| Weltergewicht (bis 67 kg)       | Emilio Correa Vaillant | Marcos A. Santana | Ángel Aleye          |
| Weltergewicht (bis 67 kg)       | Emilio Correa Vaillant | Marcos A. Santana | Lucio Sánchez        |
| Halbmittelgewicht (bis 71 kg)   | Rolando Garbey         | Javier Fabier     | Alejandro Lamouth    |
| Halbmittelgewicht (bis 71 kg)   | Rolando Garbey         | Javier Fabier     | Ernesto Milán        |
| Mittelgewicht (bis 75 kg)       | Alejandro Montoya      | Sixto Soria       | Pedro A. Zamora      |
| Mittelgewicht (bis 75 kg)       | Alejandro Montoya      | Sixto Soria       | Ángel Molina         |
| Halbschwergewicht (bis 81 kg)   | Gilberto Carrillo      | Juan Pérez        | Juan Serrano         |
| Halbschwergewicht (bis 81 kg)   | Gilberto Carrillo      | Juan Pérez        | Orestes Pedroso      |
| Schwergewicht (über 81 kg)      | Teófilo Stevenson      | Nancio Carrillo   | Leonardo Abreu       |
| Schwergewicht (über 81 kg)      | Teófilo Stevenson      | Nancio Carrillo   | Adolfo Gálvez        |